# SN 2009ip
SN 2009ip – fałszywa supernowa odkryta 26 sierpnia 2009 roku w galaktyce NGC 7259. W momencie odkrycia miała maksymalną jasność 17,90m. Późniejsze badania wykazały, że była to erupcja gwiazdy zmiennej typu eta Carinae.